# ميخائيل بالمر
ميخائيل بالمر (بالصينية: 迈克·柏默) (بالإنجليزية: Michael Palmer)‏ هو محامي وسياسي سنغافوري، ولد في 14 يوليو 1968 في سنغافورة. حزبياً، نشط في حزب العمل الشعبي (2006 – 2013).

## مناصب
- انتخب عضو مجلس الشعب السنغافوري عن دائرة Pasir Ris–Punggol Group Representation Constituency [الإنجليزية]‏ وقد انضم خلال فترته النيابية [الإنجليزية]‏  للكتلة البرلمانية حزب العمل الشعبي.
- انتخب عضو مجلس الشعب السنغافوري عن دائرة Punggol East Single Member Constituency [الإنجليزية]‏ خلال فترته النيابية [الإنجليزية]‏.
- انتخب عضو مجلس الشعب السنغافوري.
- انتخب Speaker of the Parliament of Singapore [الإنجليزية]‏ (12 أكتوبر 2011 – 12 ديسمبر 2012).